# Dichochrysa venosella
Dichochrysa venosella is een insect uit de familie van de gaasvliegen (Chrysopidae), die tot de orde netvleugeligen (Neuroptera) behoort. 
Dichochrysa venosella is voor het eerst wetenschappelijk beschreven door Esben-Petersen in 1920.